# Crash Canyon
Crash Canyon ist eine kanadische Zeichentrickserie, die von 2011 bis 2013 produziert wurde. Sie erzählt die Geschichte der Wendells, die auf ihrem Weg in den Familienurlaub mit ihrem Van versehentlich über eine Klippe fahren und in eine Felsschlucht stürzen.

## Handlung
Auf dem Weg in den Familienurlaub fährt die Familie Wendell versehentlich mit ihrem Van über eine Klippe und stürzt in eine Felsschlucht. Als sie in der Schlucht sind, bemerken sie, dass sie nicht allein sind. Das gleiche Unglück ist im Laufe der Jahre auch anderen Leuten passiert, die jetzt dort festsitzen. Nun muss sich die Familie mit Verrückten, wie einem Bauchredner, einem Mann im Koma, einem britischen Punkrocker, einer alten Dame mit ihrem Bären, einem Astronauten mit einem Affen und vielen weiteren Leuten herumschlagen, während sie immer wieder vergeblich versuchen einen Weg zu finden, aus der Schlucht zu entkommen.

## Figuren
- Norm Wendell: Das friedliebende Familienoberhaupt der Familie Wendell und von Beruf her Maschinenbauingenieur. Er baut mehr oder weniger erfolgreich Apparate, um das Leben im Canyon zu überstehen oder die Flucht aus dem Canyon zu ermöglichen.
- Sheila Wendell: Die Ehefrau von Norm und im Gegensatz zu ihm temperamentvoll und aggressiv. Jedoch ist sie eine fürsorgliche Mutter.
- Roxy Wendell: Die Teenager-Tochter der Familie Wendell. Sie ist von sich sehr voreingenommen und hasst es, mehr als die anderen, im Canyon gefangen zu sein, da sie hier nicht die soziale Bestätigung bekommt, die sie außerhalb gewohnt war.
- Jake Wendell: Der geschäftstüchtige Sohn der Familie, der jede Möglichkeit ausnutzt, alles zum Tee (offizielles Zahlungsmittel im Canyon) machen zu können, und vor kleinen Betrügereien hierbei nicht scheut.
- Vernon Wendell: Der Cousin dritten Grades von Norm. Er bewegt sich wegen seines Übergewichtes stets mit einem Elektroroller fort und hält sich von jeder physischen Arbeit fern. Seine Lieblingstätigkeiten sind das Essen und andere im Canyon zu beleidigen. Daher ist er im Canyon unbeliebt.

## Synchronisation
Die deutsche Synchronisation entsteht nach einem Dialogbuch von Stefan Eckel und unter der Dialogregie von Marion von Stengel durch die Synchronfirma Studio Hamburg Synchron in Hamburg.
| Rolle                                 | Originalsprecher  | Deutsche Sprecher  |
| ------------------------------------- | ----------------- | ------------------ |
| Norm Wendell                          | Patrick McKenna   | Tetje Mierendorf   |
| Sheila Wendell                        | Jennifer Irwin    | Marion von Stengel |
| Roxy Wendell                          | Bryn McAuley      | Simona Pahl        |
| Jake Wendell                          | Joanne Vannicola  | Patrick Bach       |
| Vernon Wendell                        | Patrick McKenna   | Tim Grobe          |
| Sid Butane                            | Dwayne Hill       | Hugo Egon Balder   |
| Emily Butane                          | Joanne Vannicola  |                    |
| Mace Butane                           | Shoshana Sperling | Nadine Heidenreich |
| Sly Butane                            | Gil Anderson      | Tobias Diakow      |
| Butch Butane                          | Tarah Consoli     | Henning Nöhren     |
| Reginald Manderbelt                   | Martin Roach      | Volker Hanisch     |
| Beverly Manderbelt                    | Marium Carvell    |                    |
| Royce Manderbelt                      | Dwayne Hill       |                    |
| Pristine Manderbelt                   | Jajube Mandiela   | Julia Riedler      |
| Vaughn Manderbelt                     |                   |                    |
| Bjorn                                 |                   |                    |
| Sarah                                 | Shoshana Sperling | Daniela Reidies    |
| Nallappat Brajabashimayum / Handpuppe |                   | Robert Missler     |
| Widow Mcgurck                         |                   | Robert Missler     |
| Earl                                  |                   | Michael Lott       |

## Episodenliste
| Nr. | Originaltitel                                           | Deutscher Titel                          | Erstausstrahlung (DE) |
| 01. | Pilot                                                   | Pilot                                    | 5. März 2012          |
| 02. | Heavyweight Vamp                                        | Die Zeit der weichen Birnen              | 12. März 2012         |
| 03. | Sheila Could Use a Nap                                  | Sheila will schlafen                     | 19. März 2012         |
| 04. | Confidence Builder                                      | Der große Damm                           | 26. März 2012         |
| 05. | Chillaxin’ Chutney                                      | Das megachillige Chutney                 | 2. April 2012         |
| 06. | Moose on the Loose                                      | Der Elch ist los                         | 9. April 2012         |
| 07. | Risky Monkey Business                                   | Paartherapie für Affen                   | 16. April 2012        |
| 08. | The Out-of-Pantsers                                     | Powerpoint-Romantik                      | 23. April 2012        |
| 09. | Poker Night                                             | Die Pokernacht                           | 30. April 2012        |
| 10. | He’s The Mayor                                          | Kinder an die Macht                      | 7. Mai 2012           |
| 11. | The Big Picture                                         | Mitten im Canyon                         | 14. Mai 2012          |
| 12. | Mr. Crash Canyon                                        | Mister Crash Canyon                      | 21. Mai 2012          |
| 13. | Hex Marks the Spot                                      | Der Ausweg                               | 28. Mai 2012          |
| 14. | Ultimate Wedding Chicken                                | Die ultimative Braut                     | 4. Juni 2012          |
| 15. | The Tees That Bind                                      | Tees und Verpflichtungen                 | 11. Juni 2012         |
| 16. | The Curse of the Monkey                                 | Der Fluch des Affen                      | 18. Juni 2012         |
| 17. | Jake’s First Kiss                                       | Jakes erster Kuss                        | 25. Juni 2012         |
| 18. | Sid Our Savior                                          | Sid, unser Erlöser                       | 2. Juli 2012          |
| 19. | Vernon Loves Carol and Cake                             | Vernon liebt Carol und Kuchen            | 9. Juli 2012          |
| 20. | For Norm the Sell Tolls                                 | Norms Kasse klingelt                     | 16. Juli 2012         |
| 21. | Station WNDL                                            | Der Radiosender                          | 23. Juli 2012         |
| 22. | Over-flubbed                                            | Verpatzt                                 | 30. Juli 2012         |
| 23. | Trash Canyon                                            | Trash Canyon                             | 6. August 2012        |
| 24. | A Bun in the Canyon                                     | Ein Braten im Canyon                     | 13. August 2012       |
| 25. | The Wrath of Vaughn                                     | Der Zorn des Vaughn                      | 20. August 2012       |
| 26. | Less Than 127 Hours aka For the Love of God Die Already | Nicht mal 127 Stunden oder stirb endlich | 27. August 2012       |